# Exocentrus keyanus
Exocentrus keyanus är en skalbaggsart som beskrevs av Stefan von Breuning 1965. Exocentrus keyanus ingår i släktet Exocentrus och familjen långhorningar. Inga underarter finns listade i Catalogue of Life. Artens utbredningsområde är Moluckerna.